# Кровная ярость
«Кровная ярость» (англ. Blood Rage, также англ. Nightmare at Shadow Woods или англ. Slasher) —  американский слэшер 1987 года режиссёра Джона Гриссмера. 
Снятый в 1983 году в Джэксонвилле фильм был выпущен под названием «Кошмар в Шэдоу Вудс» в 1987 году сильно зацензуренным. В итоге большая часть сложных эффектов фильма были вырезаны. Затем он был выпущен на домашнем видео под названием «Кровная ярость». В декабре 2015 года фильм получил Blu-ray и DVD релизы от компании Arrow Films, которые включали три различные версии фильма.

## Сюжет
Близнецы Тодд и Терри кажутся милыми мальчиками до того момента, пока один из них не убивает топором одного из посетителей кинотеатра под открытым небом. Тодда обвиняют в кровавом преступлении, в то время как брат-близнец Терри остаётся на свободе. Десять лет спустя, когда семья собирается за столом в честь Дня благодарения, приходит новость о побеге Тодда из психиатрической лечебницы. Но возможно ли, что настоящий убийца оставался все эти годы среди нормальных людей? 

## В ролях
- Марк Сопер — Тодд и Терри Симмонс
- Луиза Лассер — Мэдди Симмонс
- Марианна Кантер — Доктор Берман
- Джули Гордон — Карен Рид
- Джейн Бентцен — Джули
- Билл Кэкмис — жених Мэдди
- Джеймс Фэррелл — Арти
- Эд Фрэнч — Билла
- Уильям Фуллер — Брэд Кинг
- Джерри Лу — Бэт
- Чэд Монгомери — Грегг Рамси
- Лиза Рэндалл — Андреа
- Даг Вайзер — Джекки
- Дэна Дрешер — маленькая девочка
- Брэд Лелэнд — парнень в кинотеатре
- Ребекка Торп — девушка в кинотеатре
- Тед Рэйми в роли поставщик презервативов

## Релиз
Хотя фильм был снят в 1983 году, он выпущен ограниченным тиражом в Соединенных Штатах Concept Film под названием «Кошмар в Шэдоу Вудс» только в 1987 году. Из этого релизы было вырезано значительное количество спецэффектов.

### Альтернативные версии
«Кошмар в Шэдоу Вудс» (это название также использовалось при показе на телевидении) был сильно отредактирован. Были вырезаны почти все сцены с изображением крови, но в нем была сцена с плаванием, не найденная в версии VHS «Кровной ярости» 1987 года от Prism Entertainment. Версия же 1987 года содержит все сцены с кровью и включает ещё одну, отсутствующую в «Кошмаре», где Мэдди посещает Тодда в психиатрической больнице.

### Домашний релиз
Фильм был выпущен на VHS Prism Entertainment в 1987 году под названием «Кровная ярость». «Кошмар в Шэдоу Вудс» был выпущен в 2004 году на DVD компанией Legacy Entertainment.
15 декабря 2015 года Arrow Films выпустили фильм на Blu-ray в трехдисковом комплекте Blu-ray и DVD-дисков с ограниченным тиражом. В январе 2017 года был выпущен стандартный двухдисковый пакет Blu-ray и DVD.